# Mandas
Mandas è un comune italiano di 1 924 abitanti della città metropolitana di Cagliari.

## Origini del nome
Il nome del paese, già citato nel XIII secolo, è riconducibile al sardo mandara e al latino mandra che hanno significato di "recinto per bestiame".

## Storia
Area abitata fin dall'epoca prenuragica e nuragica per la presenza nel territorio di alcune tombe dei giganti e di alcuni nuraghi, nel Medioevo appartenne al Giudicato di Cagliari e fece parte della curatoria di Siurgus, della quale fu capoluogo dopo Siurgus. Alla caduta del giudicato (1258) passò ai Pisani e quindi agli Aragonesi, che ne fecero un feudo concesso nel secolo XIV ai Carroz. La città, che nel 1355 aveva inviato i propri rappresentanti al parlamento convocato a Cagliari dal re d'Aragona Pietro IV il Cerimonioso, nel XV secolo andò decadendo. Insieme ad altre città che erano appartenute alla curatoria formò un marchesato, che nel 1604 fu trasformato in ducato, detto appunto Ducato di Mandas. Primo duca di Mandas fu Pietro Maza de Carroz, nominato dal re Filippo III di Spagna, morto senza eredi tre anni dopo. Dai Maza la signoria passò poi ai Tellez-Giron. L'ultimo duca fu Pedro Tellez-Giron di Alcantara, e il paese fu riscattato a quest'ultimo nel 1839 con la soppressione del sistema feudale.
Il paese di Mandas è citato, in quanto tappa di uno dei suoi viaggi in Italia, dallo scrittore britannico David Herbert Lawrence nel libro Sea and Sardinia ("Mare e Sardegna") del 1921.
Ai sensi della Legge Regionale n. 9 del 12 luglio 2001, che ha previsto l'istituzione delle nuove province sarde, il comune di Mandas avrebbe dovuto essere aggregato alla neonata provincia del Medio Campidano; con successiva Legge Regionale n. 10 del 13 ottobre 2003 si stabilì invece che restasse in quella di Cagliari, di cui fece parte fino alla successiva riforma del 2016.

### Simboli
Lo stemma e il gonfalone sono stati concessi con DPR del 25 marzo 1998.
Lo stemma si presenta inquartato: nel 1° di rosso, a sette spighe di grano d'oro, impugnate e legate di azzurro; il 2° partito d'argento e di verde; il 3° partito d'azzurro e d'argento; il 4° d'azzurro, alla pecora al naturale, ferma sulla campagna di verde. 
Il gonfalone è un drappo partito di giallo e di rosso.

## Monumenti e luoghi d'interesse

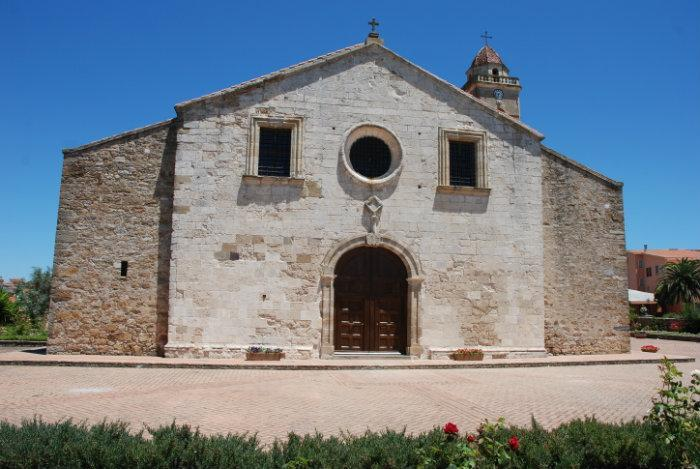
Chiesa di San Giacomo

### Architetture religiose
Il monumento più importante è la chiesa parrocchiale di San Giacomo alla periferia del paese, è disposta verso la campagna circondata da un muraglione. A parte le strutture gotico-aragonesi del '500, conserva varie e valide opere di intagliatori spagnoli e locali: un gruppo ligneo con il crocifisso la Madonna e S. Giovanni, le statue di S. Gioacchino e S. Anna nell'altare maggiore, e vari altari lignei scolpiti e dorati.

## Società

### Evoluzione demografica
Abitanti censiti

### Lingue e dialetti
La variante del sardo parlata a Mandas è il campidanese occidentale.

## Economia
L'economia di Mandas è caratterizzata soprattutto dall'agricoltura, in particolar modo coltivazione di frumento e la viticoltura.
Vi è anche presenza di attività di allevamento ovino, suino e bovino.

## Infrastrutture e trasporti
Mandas è sede di una stazione ferroviaria dell'ARST, sita sulla linea per Isili e capolinea della ferrovia per Arbatax, oggi attiva solo come ferrovia turistica del Trenino Verde. Grazie al fatto di essere capolinea di molti treni turistici (diretti anche a Sorgono), il paese è meta di un discreto traffico turistico.

## Amministrazione
| Periodo         | Periodo         | Primo cittadino | Partito                         | Carica  | Note   |
| --------------- | --------------- | --------------- | ------------------------------- | ------- | ------ |
| 23 aprile 1995  | 16 aprile 2000  | Claudio Steri   | Alleanza dei Progressisti       | Sindaco | [ 8 ]  |
| 16 aprile 2000  | 8 maggio 2005   | Umberto Oppus   | liste civiche di centro-destra  | Sindaco | [ 9 ]  |
| 8 maggio 2005   | 30 maggio 2010  | Umberto Oppus   | lista civica                    | Sindaco | [ 10 ] |
| 30 maggio 2010  | 31 maggio 2015  | Umberto Oppus   | lista civica "Uniti per Mandas" | Sindaco | [ 11 ] |
| 31 maggio 2015  | 26 ottobre 2020 | Marco Pisano    | lista civica "Uniti per Mandas" | Sindaco | [ 12 ] |
| 26 ottobre 2020 | -               | Umberto Oppus   | lista civica "Prima Mandas"     | Sindaco | [ 13 ] |